# Alessandro Da Col
Alessandro Da Col (* 11. März 1978 in Rimini) ist ein ehemaliger italienischer Tennisspieler.

## Karriere
Da Col spielte bis 1996 nur wenige Matches auf der ITF Junior Tour. Bei den Profis spielte er in den ersten Jahren hauptsächlich auf der ITF Future Tour, wo er 1999 im Doppel den ersten Titel gewann. Im Jahr 2000 zog er in die Top 500 der Weltrangliste ein. 2001 gelang ihm der erste Erfolg auf der ATP Challenger Tour, als er im Doppel von Manerbio mit Andrea Stoppini das Endspiel erreichte und damit kurz vor dem Einzug in die Top 400 stand. Bis Ende 2006 gewann Da Col 14 Futures im Doppel, wovon 2005 mit vier Titeln am erfolgreichsten war. Im Einzel war er 2005 das erste Mal siegreich. In den Jahren bis 2008 gewann er einen Titel pro Jahr.
Die erfolgreichste Zeit im Einzel war das Jahr 2006, als er Rang 396 erreichte. Bei den wenigen Challengers, die er im Einzel spielte, schaffte er dreimal den Einzug in die zweite Runde. Im Doppel zog Da Col 2006 in Belém ins zweite Challenger-Finale ein, das er mit Francesco Piccari erneut verlor. Ein Jahr später verlor er mit Manuel Jorquera das Finale in Mailand, gewann aber, erneut mit Stoppini, das Turnier in Cordenons. Darauf folgend stand er im Doppel auf seinem Allzeithoch von Platz 213. Das fünfte Finale in Lexington ging mit Stoppini ebenfalls an Da Col. 2009 spielte der Italiener sein letztes Turnier.

## Erfolge
| Legende (Anzahl der Siege) |
| Grand Slam                 |
| ATP Finals                 |
| ATP Tour Masters 1000      |
| ATP Tour 500               |
| ATP Tour 250               |
| ATP Challenger Tour (2)    |

### Doppel

#### Turniersiege
| Nr. | Datum              | Turnier   | Belag     | Partner         | Finalgegner                   | Ergebnis         |
| --- | ------------------ | --------- | --------- | --------------- | ----------------------------- | ---------------- |
| 1.  | 18. September 2007 | Cordenons | Sand      | Andrea Stoppini | Alberto Brizzi Marco Pedrini  | 6:3, 7:65        |
| 2.  | 26. Juli 2008      | Lexington | Hartplatz | Andrea Stoppini | Olivier Charroin Érik Chvojka | 6:2, 2:6, [10:8] |